# Henry Helson

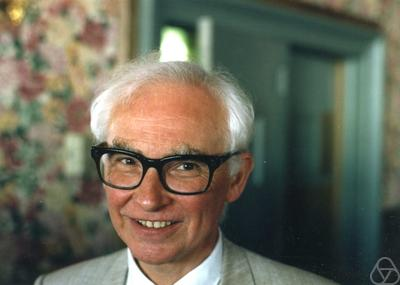
Henry Helson (1988)

Henry Berge Helson (* 2. Juni 1927 in Lawrence, Kansas; † 10. Januar 2010) war ein US-amerikanischer Mathematiker, der sich mit (kommutativer) harmonischer Analyse und Funktionentheorie befasste.

## Leben
Helson war der Sohn eines Professors für Psychologie am Bryn Mawr College. Er studierte an der Harvard University, an der er 1947 seinen Bachelor-Abschluss machte, ehe er 1947/48 europäische Universitäten besuchte (London, Paris, Prag, Wien, Warschau, Breslau bei Edward Marczewski). Anfang 1950 wurde er bei Lynn Loomis promoviert (Fourier transforms and spectral synthesis on locally compact abelian groups). Ein Angebot der UCLA schlug er aus, weil er in der McCarthy-Ära als Quäker den verlangten obligatorischen Eid nicht leisten wollte. 1950/51 war er Lecturer an der Universität Uppsala bei Arne Beurling, dessen Vorlesung in Harvard er 1948 besucht hatte und der ihn stark beeinflusste. Dabei besuchte er auch die Universität Nancy, an der eine starke Gruppe von Funktionalanalytikern (und Bourbakisten) aktiv war: Laurent Schwartz, Jean Dieudonné, Roger Godement und Alexander Grothendieck. 1951/52 war er Instructor an der Yale University. 1954 wurde er Assistant Professor in Yale und 1955 an der University of California, Berkeley, wo er Professor wurde und 1992 emeritierte. 1957 wurde er Sloan Research Fellow. Er starb an Krebs.
1960 war er am Institute for Advanced Study. Er war Gastprofessor in Frankreich (Montpellier, Marseille, Orsay), Bonn, Florenz, Ghana, Indien und Schweden. Er ist für wichtige Beiträge zur Harmonischen Analyse lokalkompakter abelscher Gruppen bekannt.
1954 führte er Helson-Mengen ein als abgeschlossene Untermengen des Kreises, auf denen jede stetige Funktion eine Darstellung als absolut konvergente Fourierreihe besitzt. 1954 bewies er eine Vermutung von Hugo Steinhaus (falls die Partialsummen einer Fourierreihe nicht negativ sind, konvergieren die Fourierkoeffizienten gegen Null) und auch eine Verschärfung der Vermutung.
Mit David Lowdenslager verallgemeinerte er den Satz über Invariante Unterräume von Beurling. Am einflussreichsten waren ihre Arbeiten über die Verallgemeinerung harmonischer Analysis (und zugehöriger Hardy-Räume) auf kompakte abelsche Gruppen. Die Theorie hatte auch Anwendung auf stochastische Prozesse.
Er wandte auch Fourieranalyse in der Zahlentheorie an.
1970 war er Invited Speaker auf dem ICM in Nizza (Cocycles in Harmonic Analysis).
Helson war seit 1954 mit der Psychologin Ravenna Helson verheiratet und hatte drei Kinder. In seiner Freizeit spielte er Violine und Viola. Er gründete einen eigenen kleinen Verlag für Mathematikbücher, Berkeley Books.

## Schriften
Neben den in den Fußnoten zitierten Arbeiten (Auswahl):
- Harmonic Analysis, Addison-Wesley 1993
- Lectures on Invariant Subspaces, Academic Press 1964
- The spectral theorem, Springer Verlag 1986
- Analyticity on compact abelian groups, in J. H. Williamson Algebras in Analysis, Academic Press 1975, 1–62
- Note on harmonic functions, Proc. AMS, 4, 1953, 686–691
- On a theorem of Szegö, Proc. AMS, 6, 1955, 235–242
- Isomorphisms of abelian group algebras, Arkiv Math., 2, 1952, 475–487
- mit Beurling Fourier-Stieltjes transforms with bounded powers, Math. Scand., 1, 1953, S. 120–126
- mit Jean-Pierre Kahane Sur les fonctions opérant dans les algebres de transíormées de Fourier de suites ou de fonctions sommables. C. R. Acad. Science. Paris 247, 626–628 (1958)
- mit Kahane, Yitzhak Katznelson, Walter Rudin The functions which operate on Fourier transforms, Acta Mathematica, Band 102, 1959, S. 135–157